# Atelier de Canaletto
 (février 2024).
Si vous disposez d'ouvrages ou d'articles de référence ou si vous connaissez des sites web de qualité traitant du thème abordé ici, merci de compléter l'article en donnant les références utiles à sa vérifiabilité et en les liant à la section « Notes et références ».
L’Atelier de Canaletto est le nom donné à une école vénitienne de peinture du XVIIIe siècle regroupant les élèves du maître Giovanni Antonio Canale dit Canaletto (1697-1768).

## Ses œuvres
- Vue de la Piazzetta et Vue du Môle avec la bibliothèque et la colonne San Teodoro, (peints vers 1750), et vendues 583 757 € en décembre 2004.